# Jalovec (district de Prievidza)
Pour les articles homonymes, voir Jalovec.
Jalovec (hongrois : Parlag) est un village de Slovaquie situé dans la région de Trenčín.

## Histoire
La première mention écrite du village date de 1430.

## Démographie

### Évolution de la population
| Année:               | 1994. | 2004.   | 2014.   | 2024.   |
| -------------------- | ----- | ------- | ------- | ------- |
| Nombre de personnes: | 526   | 561     | 585     | 591     |
| Différence:          |       | +6,65 % | +4,27 % | +1,02 % |

| Année:               | 2023. | 2024.   |
| -------------------- | ----- | ------- |
| Nombre de personnes: | 582   | 591     |
| Différence:          |       | +1,54 % |